# Höchl-Schlössl

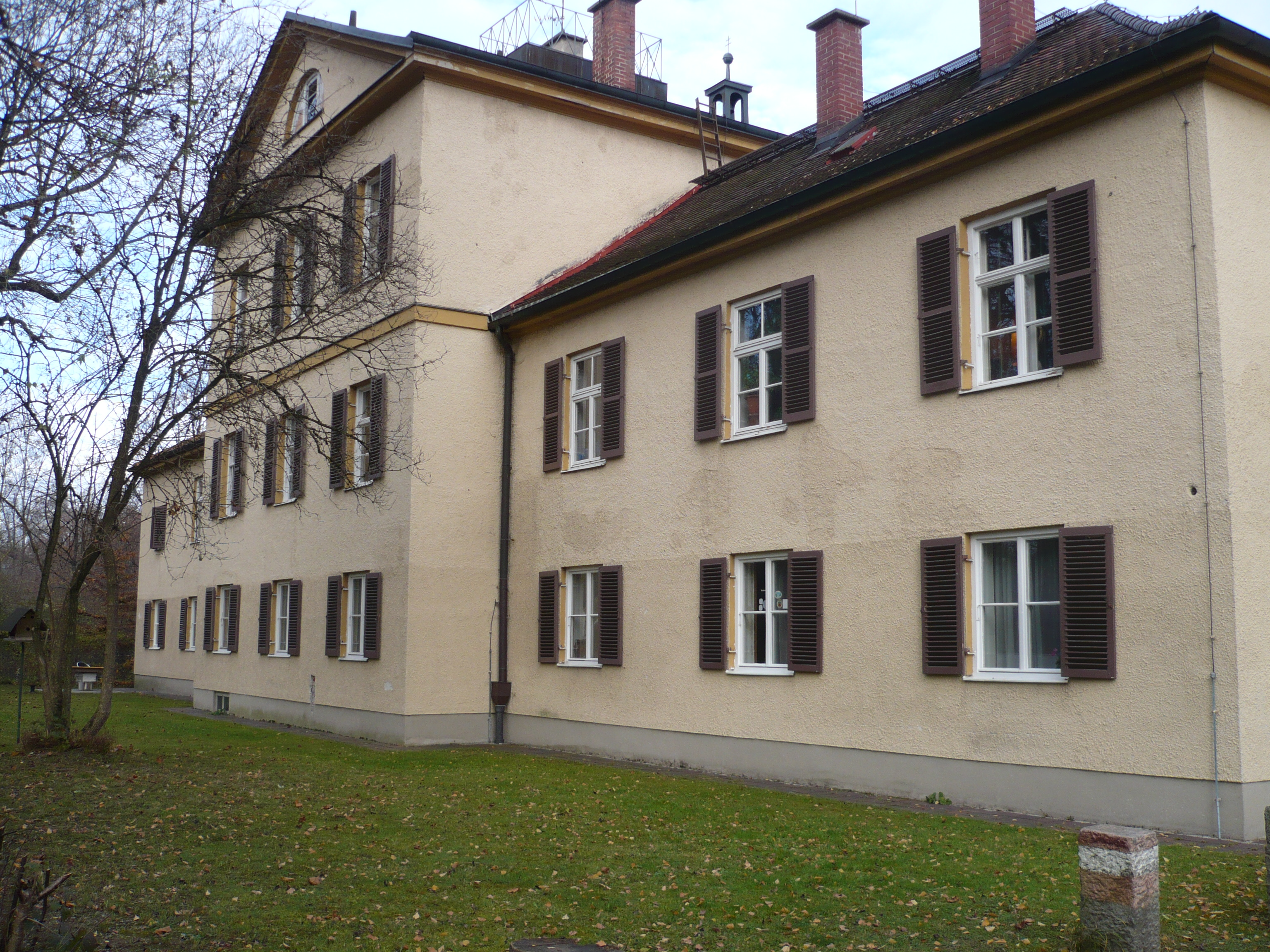
Ansicht von Westen

Das Höchl-Schlössl ist eine unter Denkmalschutz stehende (BLfD-ID: D-1-62-000-4935) ehemalige Künstlervilla im Münchner Stadtteil Bogenhausen. Es wurde als Wohnanwesen des Stadtbaumeisters Joseph Höchl (6. März 1777 – 6. Januar 1838) im 19. Jahrhundert im heutigen Quartier Am Priel errichtet und nach dessen Tod von seinem Sohn, dem Architekturmaler Anton Höchl (6. Februar 1818 – 21. Februar 1897) genutzt, der hier Künstlerfeste veranstaltete.

## Geschichte
Joseph Höchl erwarb 1808 von dem Finanzreferendair Hubertus von Steiner für 17.000 Gulden die ehemals kurfürstliche Ziegelei am Priel sowie kurze Zeit später eine weitere Ziegelei in Bogenhausen. Diese Ziegeleien machten ihn vermögend und als größten Bauunternehmer der Stadt zur Zeit König Ludwigs I. zu einer bedeutenden Münchner Persönlichkeit. Neben seinem Anwesen am Rosental 15 in der Münchner Innenstadt ließ Joseph Höchl das Anwesen in der Spervogelstraße 12 in St. Emmeram (heute München-Oberföhring) sowie die im Jahr 1852 von seinem Sohn Anton Höchl ausgebaute klassizistische, als Höchl-Schlössl bekannte klassizistische Villa errichten. Anton Höchl nutzte die Villa als Künstlertreffpunkt, in dem u. a. der als Zithermaxl bekannte Herzog Max in Bayern verkehrte. Nach dem Tod von Anton Höchl kam das Anwesen an seine Nichte, deren Erben es 1926 mit 45,7 ha Grundbesitz an die Stadt München veräußerten, in deren Besitz es noch heute steht, und die es 1957 in Wohnungen aufteilen ließ. Die Villa steht seit 1982 unter Denkmalschutz (Akten-Nr. D-1-62-000-4935); nach 1982 erfolgte eine Grundsanierung.

## Lage
Das Höchl-Schlössl liegt in der Odinstraße 29 (zuvor Am Priel 42, ursprünglich Am Priel 4, später 7) hinter dem Klinikum Bogenhausen am Rand des Wotans- oder Odinshains und unweit der Kleingartenanlage Schlösselgarten im 13. Münchner Stadtbezirk Bogenhausen. Über eine bürgerschaftliche Nutzung wird nachgedacht.

## Anlage

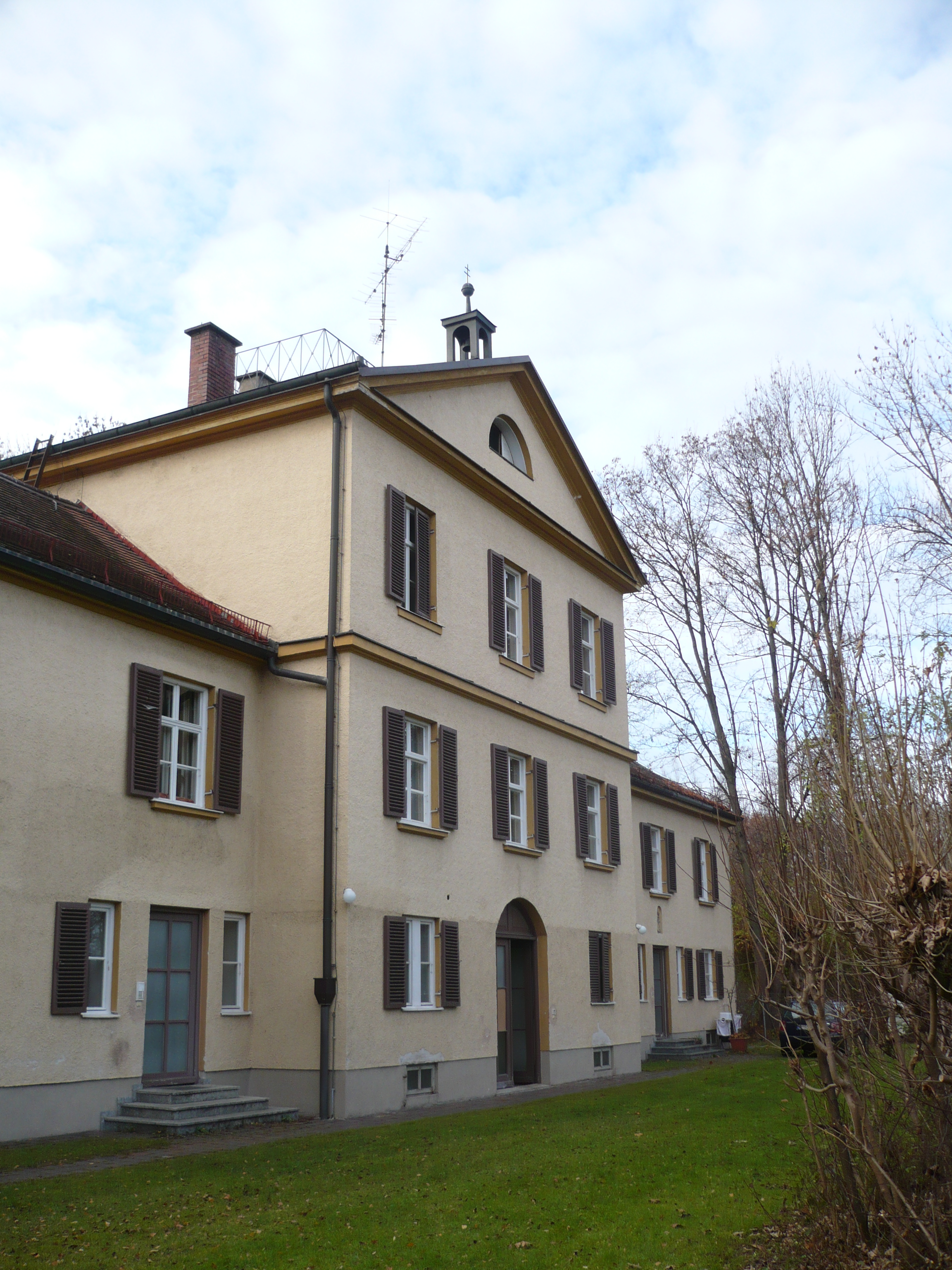
Ansicht von der Ostseite

Die in einem Park gelegene Villa ist ein Landsitz im klassizistischen Stil mit zwei schlichten Geschossen. Sie besitzt einen vorspringenden dreiachsigen Mittelrisalit mit einem weiteren Stockwerk und aufgesetztem Dreiecksgiebel mit einem kleinen Dachreiter und zwei niedrigere, symmetrische Seitenflügel mit ebenfalls je drei Achsen. Die Denkmalliste nennt eine Immaculata-Figur und ein Relief. Vor dem Umbau als Mietshaus besaß das Anwesen im ersten Stockwerk eine Bibliothek, eine Hauskapelle und u. a. einen Salon. Die Wirtschaftsräume waren im Erdgeschoss angeordnet.